# Dabnik Peak
Der Dabnik Peak (englisch; bulgarisch връх Дъбник wrach Dabnik) ist ein 1090 m hoher Berg im Norden des Grahamland auf der Antarktischen Halbinsel. Auf der Trinity-Halbinsel ragt er auf der Ostseite des Misty Pass, 14,2 km südöstlich des Kap Ducorps, 11,14 km südwestlich des Ami Boué Peak und 9,81 km westnordwestlich des Kanitz-Nunataks am westlichen Ausläufer des Laclavère-Plateaus auf.
Das Broad Valley liegt südlich und der Ogoja-Gletscher nordwestlich von ihm.
Deutsche und britische Wissenschaftler kartierten ihn 1996 gemeinsam. Die bulgarische Kommission für Antarktische Geographische Namen benannte ihn 2010 nach der Stadt Dolni Dabnik im Norden Bulgariens.